# Японское вторжение в Индию
Японское вторжение в Индию, или Наступление «U-Go», или Операция «С» (ウ号作戦 U Gō sakusen)) — наступление весной — летом 1944 года японских войск против британских сил в Индии в ходе Второй мировой войны. 
Наступление японских сил началось в марте 1944 со вторжения в северо-восточные индийские области Манипура и Нага-Хиллс (последняя в тот момент времени являлась частью Ассама). Нацеленное на долину Брахмапутры, «наступление U-Go» наряду с «наступлением Ha Go», было одним из последних основных японских наступлений во время Второй мировой войны. Наступление достигло высшей точки в сражениях под Импхалом и Кохимой, где японцы и их союзники сначала атаковали, а потом были вынуждены отойти обратно в Бирму.

## Военно-стратегическая ситуация
Британская Индия являлась стратегическим ресурсом Британской империи. Из индийцев рекрутировались солдаты для британских колониальных войск, которые с 1941 года сражались с японцами в Юго-Восточной Азии. Вместе с тем в Индии зрело национально-освободительное движение, на которое Япония возлагала большие надежды. Планировалось отторгнуть Индию от Великобритании и поставить там у власти прояпонское правительство в рамках проекта строительства сферы сопроцветания Великой Восточной Азии. Союзником Японии в Индии стало движение Азад Хинд, под эгидой которого была создана Индийская национальная армия.
На 1 сентября 1939 года Британская индийская армия имела численность в 194 373 человека (для сравнения, в ноябре 1918 года она насчитывала 573 тысячи человек) и состояла из 18 кавалерийских полков и 96 пехотных батальонов. На территории Индии находилось 8 зенитных орудий и ни одной противотанковой пушки.
В 1942 году японская армия изгнала британские, индийские и китайские войска из Бирмы. Когда сильные муссонные дожди прекратились, британские и индийские войска заняли Импхал, столицу штата Манипур. Этот город располагался на равнине, по которой проходил один из немногих доступных путей через покрытые джунглями горы, разделявшие Индию и Бирму. Японскому командующему в Бирме генерал-лейтенанту Сёдзиро Ииде было предложено высказать своё мнение о том, следует ли возобновить наступление на Индию после окончания дождей. Посовещавшись с командирами дивизий, Иида сообщил, что это было бы неразумно из-за сложного рельефа местности и проблем с снабжением.
В течение последующих полутора лет союзники восстановили линии связи с Ассамом в Северо-Восточной Индии. Армия Соединённых Штатов (с большим числом индийских рабочих) построила в Ассаме несколько авиабаз, с которых доставлялись грузы националистическому китайскому правительству под руководством Чан Кайши и для американских авиабаз в Китае. Американцы также начали строительство дороги Ледо, которая, по их замыслу, должна была образовать сухопутное сообщение между Ассамом и Китаем.
В середине 1943 года японское командование в Бирме было реорганизовано. Генерал Иида был отправлен обратно в Японию, а под командованием генерал-лейтенанта Масакадзу Кавабе была создана новая штаб-квартира Бирманской армии. Одним из подчинённых формирований, отвечающей за центральную часть фронта перед Импхалом и Ассамом, была 15-я армия, новым командующим которой стал генерал-лейтенант Ренъя Мутагути.
С того момента, как он принял командование, Мутагути решительно выступал за вторжение в Индию. Вместо того чтобы стремиться к простым тактическим победам, он начал планировать захват Импхала и продвижение в долину реки Брахмапутра, для того что бы перерезать линии снабжения союзников, снабжавшие фронт в Северной Бирме и аэродромы, с которых отправлялась помощь для армии китайских националистов Чан Кайши. Мотивы, которыми руководствовался Мутагути в 1943 году при планировании подобной операции кажутся сложными, поскольку ещё в конце 1942 года, когда генерал-лейтенант Иида консультировался с ним относительно целесообразности продолжения японского наступления, он особенно активно выступал против, поскольку местность казалась слишком трудной, а материально-технические проблемы, казалось, невозможно было преодолеть. В то время он думал, что этот план возник на местном уровне, но устыдился своей прежней осторожности, когда обнаружил, что штаб Императорской армии первоначально выступал за него.

### Японский план
В период с 24 по 27 июня 1943 года в Рангуне была проведена конференция по планированию. Начальник штаба Мутагути, генерал-майор Тодай Куномура, представил план Мутагути, но последний был резко отклонён. Штаб Бирманской армии возражал против того, чтобы Куномура опередил их собственные ограниченные планы по продвижению японских оборонительных линий на небольшое расстояние к горной границе с Индией.
Тем не менее план Мутагути был изучен. Генерал-лейтенант Эйтаро Нака (начальник штаба Бирманской армии), генерал-майор Масадзуми Инада (заместитель начальника штаба Южной экспедиционной группы армий) и даже генерал-лейтенант Гонпачи Кондо из Имперского Генерального штаба указали на тактические и материально-технические недостатки плана Мутагути. Однако генерал-лейтенант Кавабэ прямо не запрещал Мутагути осуществлять свои идеи.
На последующих учениях в штабе 15-й армии в Майме и в штабе Южной экспедиционной группы армий в Сингапуре генерал-лейтенант Нака, казалось, был склонен к идеям Мутагути. Генерал-лейтенант Инада всё ещё был против, но выдвинул Куномуре и майору Ивайти Фудзиваре (одному из штабных офицеров Мутагути) ещё более легкомысленную идею атаковать китайскую провинцию Юньнань. Однако Инада был выведен из состава Южной экспедиционной группы армий 11 октября 1943 года после того, как его сделали козлом отпущения за невыполнение соглашения о передаче территорий Таиланду, который под командованием фельдмаршала Плека Пибунсонгкрама был союзником Японии.
После очередных учений в Сингапуре 23 декабря 1943 года фельдмаршал Хисаити Тераути (командующий Южной экспедиционной группой армий) одобрил план. Заместитель Инады генерал-лейтенант Китсуджу Аябе был отправлен в штаб имперской армии, чтобы получить одобрение. Премьер-министр Хидеки Тодзио дал окончательную санкцию после допроса штабного офицера по аспектам плана прямо из своей ванны.
Как только это решение было принято, ни генерал-лейтенанту Кавабе, ни фельдмаршалу Тераути не было предоставлено никакой возможности ни отменить атаку Мутагути под кодовым названием наступление U-GO или Операция C (号号作戦), ни осуществлять контроль над ней после её начала.

### Влияние Азад Хинд
В какой-то степени на Мутагути и Тодзе повлиял Субхас Чандра Бос, возглавлявший движение Азад Хинд, деятельность которого была направлена на освобождение Индии от британского правления. Бос был также главнокомандующим Вооружёнными силами движения, Азад Хинд Фаудж или Индийской национальной армией (ИНА). ИНА состояла в основном из бывших военнопленных из числа военнослужащих британской индийской армии, захваченных японцами после падения Сингапура, и индийских экспатриантов в Юго-Восточной Азии, которые решили присоединиться к националистическому движению ради освобождения своей страны от британского колониального владычества.
Субхас Чандра Бос страстно желал, чтобы ИНА участвовала в любом вторжении в Индию, и убедил нескольких высокопоставленных японцев, что победа, подобная ожидаемой Мутагути, приведет к краху британского правления в Индии. Мысль о том, что их западная граница будет контролироваться более дружественным правительством, привлекала японцев. Это также соответствовало бы идее о том, что японская экспансия в Азию является частью усилий по поддержке установления азиатского правления в Азии («Азия для азиатов») и противодействию западному колониализму.

## План наступления
В начале 1944 года союзники готовились наступать на японцев в Бирме. Индийский XV корпус наступал вдоль побережья Бенгальского залива в прибрежной провинции Аракан, в то время как британский IV корпус оттеснил две индийские пехотные дивизии ИНА почти к реке Чиндуин в районе городов Таму и Тиддим. Эти два корпуса союзников действовали вдали друг от друга и были уязвимы для изоляции.
Японцы планировали, что дивизия из 28-й армии в первую неделю февраля нанесёт отвлекающий удар по XV корпусу противника в Аракане под кодовым названием Ha-Go. По мысли японского командования для отражения этого наступления командование союзников привлекло бы резервы с севера, из Ассама, поскольку создавалось бы впечатление что японцы намеревались атаковать Бенгалию вдоль побережья, из провинции Аракан через Читтагонг.
В первую неделю марта 15-я армия Мутагути должна была начать основное наступление U-Go на провинцию Манипур с целью захвата Импхала и Кохимы, рассеивания сил британского IV корпуса и предотвращения любых наступательных действий против Бирмы.
В деталях план наступления 15-й Армии выглядел следующим образом:
- 33-я пехотная дивизия под командованием генерал-лейтенанта Мотосо Янагиды должна была уничтожить 17-ю индийскую пехотную дивизию в Тиддиме, а затем атаковать Импхал с юга.
- Силы Ямамото, сформированные из частей выделенных из 33-й и 15-й дивизий, под командованием генерал-майора Цунору Ямамото (командующего пехотной группой 33-й дивизии), при поддержке танков и тяжёлой артиллерии уничтожают 20-ю индийскую пехотную дивизию в Таму, а затем атакуют Импхал с востока.
- 15-я пехотная дивизия под командованием генерал-лейтенанта Масафуми Ямаути должна была окружить Импхал с севера.
- В рамках отдельной вспомогательной операции 31-я пехотная дивизия под командованием генерал-лейтенанта Котоку Сато должна была изолировать Импхал, захватив Кохиму, а затем двинуться вперёд, чтобы захватить жизненно важную базу снабжения союзников в Димапуре, в долине Брахмапутры.

Субхас Чандра Бос настоял на том, что бы две бригады Индийской национальной армии были также направлены для нападения на Импхал с юга и Востока. Первоначально японцы намеревались использовать их только в качестве вспомогательных сил для разведки и пропаганды.
Некоторые офицеры штаба Бирманской армии изначально считали этот план слишком рискованным. Они считали что неразумно так широко разделять атакующие силы, и что Мутагути слишком надеется на первичный успех, не принимая во внимание трудности со снабжением. Несколько офицеров, которые открыто выражали своё несогласие с планом Мутагути, были переведены из Бирмы на другие театры боевых действий.

## Планы союзников
В 1944 году на бирманском направлении британский Генеральный штаб собирался ограничиться локальными операциями в Араканe и Северной Бирме, в последнем случае — с надеждой открыть путь в Китай, получив возможность соединить строящуюся американцами дорогу Ледо с Бирманской дорогой — что в реальности произошло только весной 1945 года. Большое значение в этих планах придавалось деятельности партизанских отрядов Уингейта, так называемых «чиндитов». В Лондоне никто всерьёз не рассматривал возможность японского наступления, считалось что японцы будут придерживаться оборонительной стратегии.
В начале 1944 года союзные соединения в Ассаме и Аракане входили в состав британской 14-й армии под командованием генерал-лейтенанта Уильяма Слима. В течение 1943 года, после провала предыдущего наступления в Аракане (так называемая Операция «Анаким»), он и его предшественник генерал Джордж Гиффард стремились улучшить здоровье, боевую подготовку и боевой дух британских и индийских частей армии. Благодаря улучшению линий связи, улучшению управления в тыловых районах и, прежде всего, улучшению снабжения эти усилия увенчались успехом.
Однако возможности 14-й армии генерала Слима деле были весьма ограничены, поскольку Индийский театр войны рассматривался зимой 1944 года в Лондоне как второстепенный, то ни подкреплений, ни нового вооружения армия не получила. В январе 1944 года время в штабе Слима постепенно начали накапливаться разведданые, наводящие на мысль о том, что японцы что-то замышляют — «чиндиты» захватили у Чиндуина японского пленного из 15-й дивизии, которая должна была находиться в Таиланде, но была переброшена в Западную Бирму. Так же стало известно, что штаб 28-й японской армии перебазирован в Аракан. Тем не менее Слим не отказался от подготовки наступления ни в Ассаме, ни в Аракане. Он резонно полагал, что если японцы вторгнутся в Ассам, то британские части и их союзники обязаны отойти с перевалов и занять оборону на линии Импхал — Кохима. На этой открытой местности британцы получали возможность реализовать перевес в танках и авиации, а японцы лишались своих преимуществ, выраженных в доведённой до совершенства тактике инфильтрации и фланговых обходов по джунглям.

## Ход вторжения
6 марта 1944 года 15-я армия генерала Матагути вторглась в Британскую Индию, перейдя реку Чиндуин. Две дивизии двинулись на Импхал, а одна — на Кохиму. На границе завязались бои с британскими колониальными войсками. 29 марта японцы захватили дорогу Кохима — Импхал, а 5 апреля — Кохиму. Однако англичанам удалось собрать 100-тысячную группировку войск и добиться полного превосходства в воздухе. В ходе боёв за Кохиму с обеих сторон погибло по 5 тыс. солдат. С мая японские части стали ощущать дефицит продовольствия. 22 июня японцы начали общее отступление.

## Потери
Японское вторжение в Индию окончилось полным провалом. Поражение при Кохиме и Импхале на тот момент было самым крупным поражением в истории Японии. Луис Аллен указывает что британские и индийские войска потеряли 16 987 человек убитыми, пропавшими без вести и ранеными, японцы — 60 643, из них в бою погибло 13 376. Большая часть этих потерь была результатом голода, болезней и истощения.
По японским данным потери японцев и их союзников по состоянию на сентябрь 1944 года составляли 30 502 человека убитыми, пропавшими без вести и умершими от болезней, а также 23 003 человека были госпитализированы по ранению или болезни.